# Liste der Biografien/Pai
Liste der Biografien |
Portal Biografien |
Personensuche
# |
A |
B |
C |
D |
E |
F |
G |
H |
I |
J |
K |
L |
M |
N |
O |
P |
Q |
R |
S |
T |
U |
V |
W |
X |
Y |
Z |
?
 
Pa |
Pc |
Pe |
Pf |
Ph |
Pi |
Pj |
Pk |
Pl |
Pm |
Pn |
Po |
Pr |
Ps |
Pt |
Pu |
Pv |
Pw |
Py
 
Paa |
Pab |
Pac |
Pad |
Pae |
Paf |
Pag |
Pah |
Pai |
Paj |
Pak |
Pal |
Pam |
Pan |
Pao |
Pap |
Paq |
Par |
Pas |
Pat |
Pau |
Pav |
Paw |
Pax |
Pay |
Paz
Die Liste der Biografien führt alle Personen auf, die in der deutschsprachigen Wikipedia einen Artikel haben. Dieses ist eine Teilliste mit 226 Einträgen von Personen, deren Namen mit den Buchstaben „Pai“ beginnt.

## Pai
- Pai Hsiao-ma (* 1986), taiwanische Badmintonspielerin
- Pai, Ajit (* 1973), US-amerikanischer Jurist
- Pai, Yu-po (* 1991), taiwanische Badmintonspielerin

### Paia
- Paia, Delfo Ramella, italienischer Skispringer
- Paia, Grete (* 1995), estnische Sängerin
- Paia, Ian (* 1990), salomonischer Fußballspieler
- Paiakan, Paulinho (1955–2020), brasilianischer Aktivist des Kayapo-Volkes
- Païani, Jean-Lou (* 1988), französischer Straßenradrennfahrer
- Paianios, oströmischer Politiker
- Paianios, spätantiker griechischer Übersetzer und Rechtsanwalt
- Paianios von Elis, griechischer Olympionike
- Paiano, Luna (* 2006), Schweizer Schauspielerin
- Paião, Carlos (1957–1988), portugiesischer Sänger und Songwriter
- Paiaro, Luigi (* 1934), italienischer Priester und Bischof von Nyahururu

### Paic
- Paic, Dorian (* 1974), deutscher DJ und Musikproduzent
- Paice, Ian (* 1948), englischer Schlagzeuger der Gruppe Deep PurpleIan Paice (* 1948)

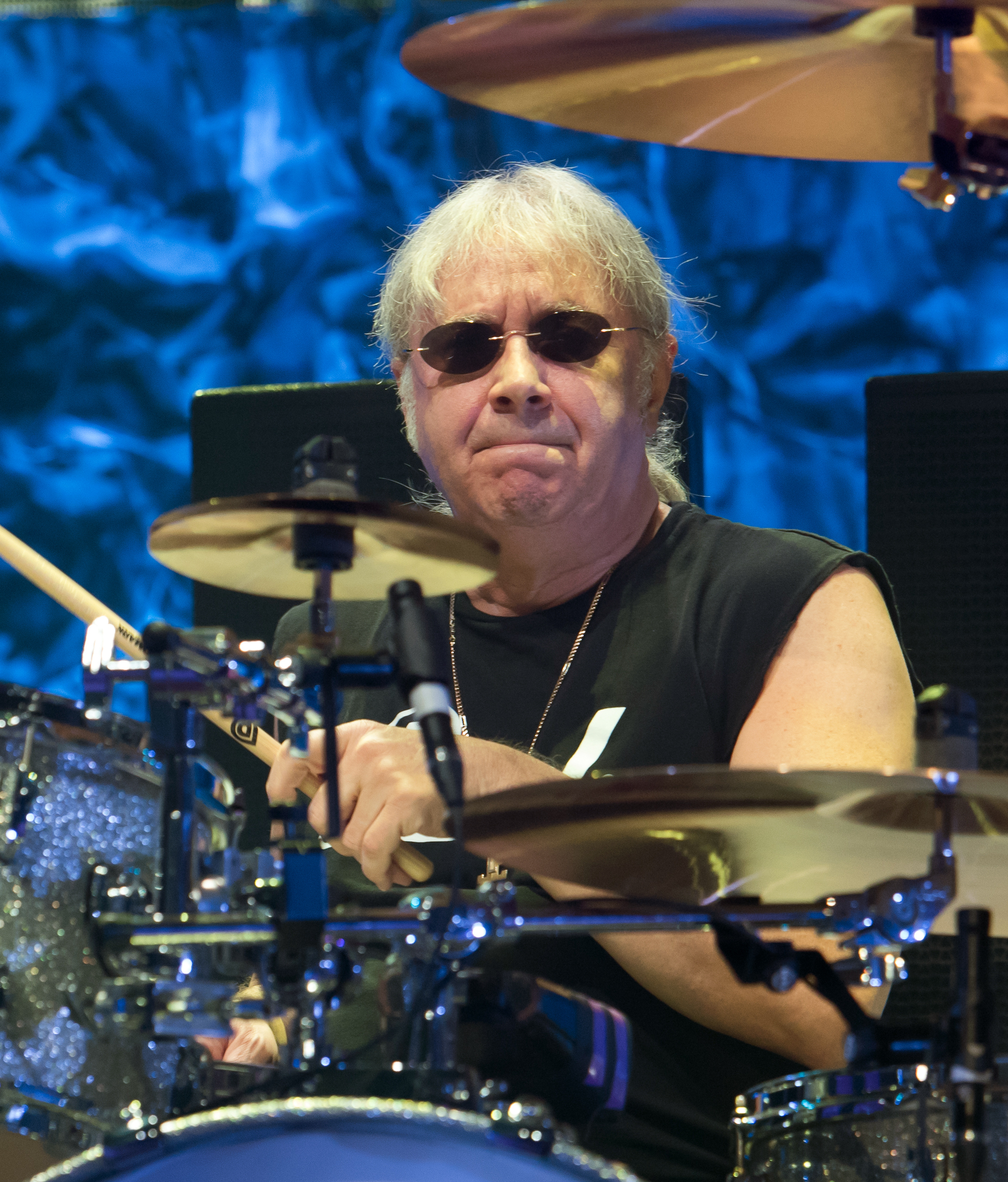
Ian Paice (* 1948)

- Paich, David (* 1954), US-amerikanischer Keyboarder und Rocksänger
- Paich, Marty (1925–1995), US-amerikanischer Jazzpianist und Bandleader
- Paichl, Louise (1901–1963), österreichische Opernsängerin der Stimmlage Alt

### Paid
- Païdassi, Solenne (* 1985), französische Violinistin
- Paideros, attisch-schwarzfiguriger Vasenmaler
- Paideros, griechischer Koroplast
- Paidikos, griechischer Töpfer und Vasenmaler

### Paie
- Paié, Amedée Jean-Baptiste René (* 1846), deutscher Landwirt und Landtagsabgeordneter
- Paiement, Jonathan (* 1985), kanadischer Eishockeyspieler
- Paiement, Wilf (* 1955), kanadischer Eishockeyspieler
- Paier, Burgis (1949–2022), österreichische Künstlerin und Puppenmacherin
- Paier, Klaus (1945–2009), deutscher Graffiti-Künstler
- Paier, Klaus (* 1966), österreichischer Akkordeonist, Bandoneonist und Komponist
- Paier, Sebastian (* 2000), österreichischer Fußballspieler
- Paierl, Herbert (* 1952), österreichischer Manager und Politiker (ÖVP)
- Paiewonsky, Ralph Moses (1907–1991), US-amerikanischer Politiker

### Paig
- Paige, Adam (* 2000), kanadischer Basketballspieler
- Paige, Calvin (1848–1930), US-amerikanischer Politiker
- Paige, David R. (1844–1901), US-amerikanischer Politiker (Demokratische Partei)
- Paige, Don (* 1956), US-amerikanischer Mittelstreckenläufer
- Paige, Elaine (* 1948), britische Sängerin und Schauspielerin
- Paige, Gia (* 1990), US-amerikanische Pornodarstellerin
- Paige, Haley (1981–2007), US-amerikanische Pornodarstellerin und -regisseurin mexikanischer und walisischer HerkunftHaley Paige (1981–2007)

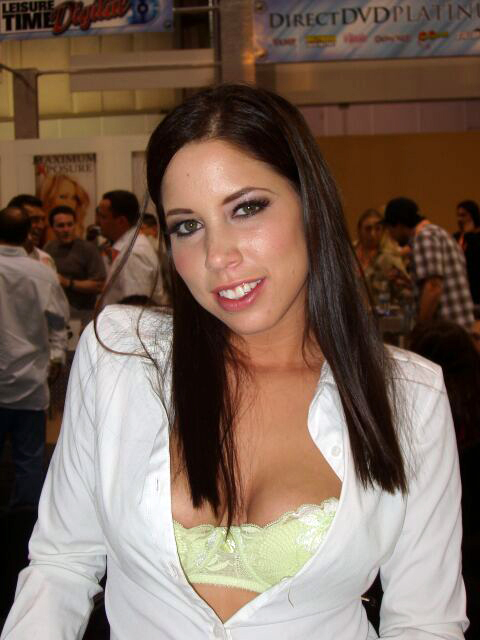
Haley Paige (1981–2007)

- Paige, Janis (1922–2024), US-amerikanische Schauspielerin
- Paige, Jason (* 1969), US-amerikanischer Sänger, Songwriter, Musikproduzent und Schauspieler
- Paige, Jennifer (* 1973), US-amerikanische Popsängerin
- Paige, Maurice (* 1982), südafrikanischer Schauspieler, Filmregisseur und Bodybuilder
- Paige, Nolan (* 1993), US-amerikanischer Tennisspieler
- Paige, Peter (* 1969), US-amerikanischer Schauspieler, Regisseur und Drehbuchautor
- Paige, Robert (1911–1987), US-amerikanischer Schauspieler
- Paige, Roderick (* 1933), US-amerikanischer Bildungspolitiker
- Paige, Satchel (1906–1982), US-amerikanischer Baseballspieler
- Paige, Taylour (* 1990), US-amerikanische Schauspielerin und TänzerinTaylour Paige (* 1990)

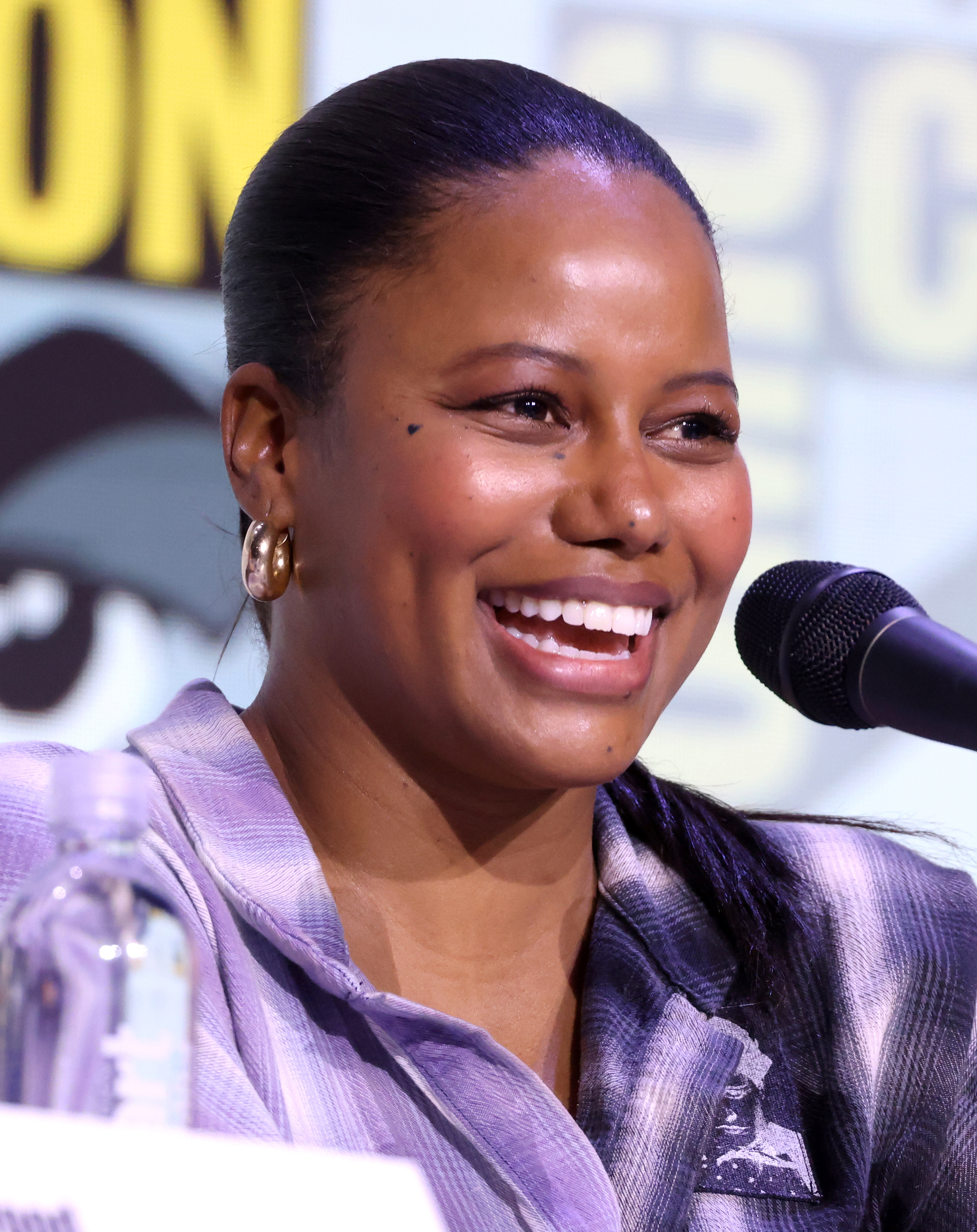
Taylour Paige (* 1990)

- Paige, Tyler (* 1995), US-amerikanischer Segler
- Paige, Yasmin (* 1991), britische Schauspielerin
- Paigina, Marta Assijatowna (* 1999), russische Tennisspielerin

### Paih
- Paihama, Kundi (1944–2020), angolanischer Politiker und General

### Paij
- Paijkull, Gunilla (* 1943), schwedische Fußballspielerin und -trainerin

### Paik
- Paik, Gahuim (* 1974), südkoreanischer Schriftsteller
- Paik, Jin-Hyun (* 1958), südkoreanischer Jurist, Richter am Internationalen Seegerichtshof
- Paik, Nam June (1932–2006), US-amerikanischer Pionier der Videokunst
- Paik, Seung-ho (* 1997), südkoreanischer Fußballspieler
- Paikert, Alois (1866–1948), Agronom, Rechtsanwalt und Museumsdirektor
- Paikidze, Nazi (* 1993), georgisch-US-amerikanische Schachmeisterin
- Paikow, Michail Borissowitsch (* 1989), russischer Tischtennisspieler

### Pail
- Pa’il, Meir (1926–2015), israelischer Offizier (Oberst), Militärhistoriker und Politiker (Moked, Left Camp of Israel)
- Pail, Roland (* 1972), österreichischer Geophysiker und Hochschullehrer
- Pailes, William A. (* 1952), US-amerikanischer Astronaut
- Pailhas, Géraldine (* 1971), französische SchauspielerinGéraldine Pailhas (* 1971)

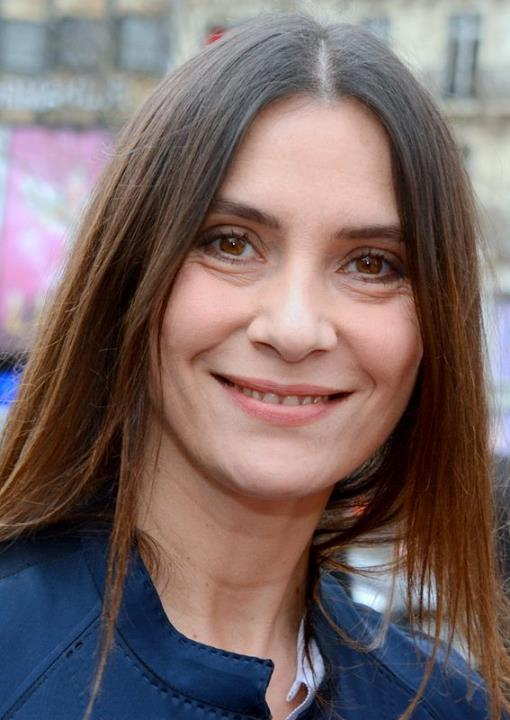
Géraldine Pailhas (* 1971)

- Paillard, Claude (1923–2004), Schweizer Architekt
- Paillard, Ernest (1851–1922), Schweizer Unternehmer und Politiker
- Paillard, Georges (1904–1998), französischer Radrennfahrer
- Paillard, Jean-François (1928–2013), französischer Musiker und Dirigent des gleichnamigen Kammerorchesters
- Paillard, Moïse (1753–1830), Schweizer Unternehmer, Erfinder und Beamter
- Paillard, Océane (* 2000), französische Skispringerin
- Paillasson, Charles (1718–1789), französischer Literat und Enzyklopädist
- Paille, Daniel (* 1984), kanadischer Eishockeyspieler
- Paille, Stéphane (1965–2017), französischer Fußballspieler
- Pailler, André (1912–1994), französischer römisch-katholischer Geistlicher, Erzbischof von Rouen und Primas der Normandie
- Pailler, Lucien (1907–1970), französischer Autorennfahrer
- Pailler, Wilhelm (1838–1895), österreichischer Theologe und Volkskundler
- Pailleron, Édouard (1834–1899), französischer Dichter, Lustspielautor und Mitglied der Académie française
- Pailleron, Marie-Louise (1872–1951), französische Schriftstellerin, Romanistin und Literarhistorikerin
- Paillier, Christian (* 1936), französischer Radrennfahrer
- Paillole, Paul (1905–2002), französischer Geheimdienstoffizier
- Paillon, Mary (1848–1946), französische Bergsteigerin und Autorin
- Paillou, Gabriel-Laurent (1735–1826), französischer Geistlicher und Bischof von La Rochelle
- Pailloux, René-Georges (1902–1988), französischer Ordensgeistlicher, römisch-katholischer Bischof von Mansa
- Pailós, Iván (* 1981), uruguayischer Fußballspieler
- Pails, Dinny (1921–1986), australischer Tennisspieler

### Paim
- Paím, Fábio (* 1988), portugiesischer Fußballspieler
- Paimiraihu, altägyptischer Bildhauer

### Pain
- Pain FitzJohn († 1137), anglonormannischer Adliger und Marcher Lord
- Pain Ratu, Anton (1929–2024), indonesischer Ordensgeistlicher, römisch-katholischer Bischof von Atambua
- Pain, Arthur Charles Davy (1901–1971), britischer Gemmologe und Mineraloge
- Pain, César (1872–1946), französischer Architekt
- Pain, Connor (* 1993), australischer Fußballspieler
- Pain, Debbie (* 1962), britische Naturschutzbiologin und Ökotoxikologin
- Pain, Edward (1925–2000), australischer Ruderer
- Pain, Jean (1928–1981), französischer Erfinder, Förster und Autodidakt
- Pain, Jeff (* 1970), kanadischer Skeletonfahrer
- Pain, Mélanie, französische Pop- und Chansonsängerin
- Pain, Melissandre (* 1995), französische Bahnradsportlerin
- Pain, Richard (* 1956), britischer anglikanischer Geistlicher, der zur römisch-katholischen Kirche konvertierte
- Painadath, Sebastian (* 1942), indischer Jesuitenpater
- Paine, Augustus G. Jr. (1866–1947), US-amerikanischer Papierhersteller und Bankier
- Paine, Caleb (* 1990), US-amerikanischer Segler
- Paine, Charles (1799–1853), US-amerikanischer Politiker
- Paine, Elijah (1757–1842), US-amerikanischer Jurist und Politiker
- Paine, Ellery Burton (1875–1976), US-amerikanischer Elektrotechniker und Hochschullehrer
- Paine, Ephraim (1730–1785), US-amerikanischer Arzt, Richter und Politiker
- Paine, Halbert E. (1826–1905), US-amerikanischer Politiker und General im Unionsheer
- Paine, James (1717–1789), englischer Architekt
- Paine, John (1870–1951), US-amerikanischer Sportschütze
- Paine, John Knowles (1839–1906), US-amerikanischer Organist und Komponist
- Paine, Robert Treat (1731–1814), US-amerikanischer Jurist und Politiker
- Paine, Robert Treat (1812–1872), US-amerikanischer Politiker
- Paine, Robert Treat (1933–2016), US-amerikanischer Ökologe und Meeresbiologe
- Paine, Sumner (1868–1904), US-amerikanischer Sportschütze
- Paine, Terry (* 1939), englischer Fußballspieler
- Paine, Thomas (1737–1809), Schriftsteller und ErfinderThomas Paine (1737–1809)

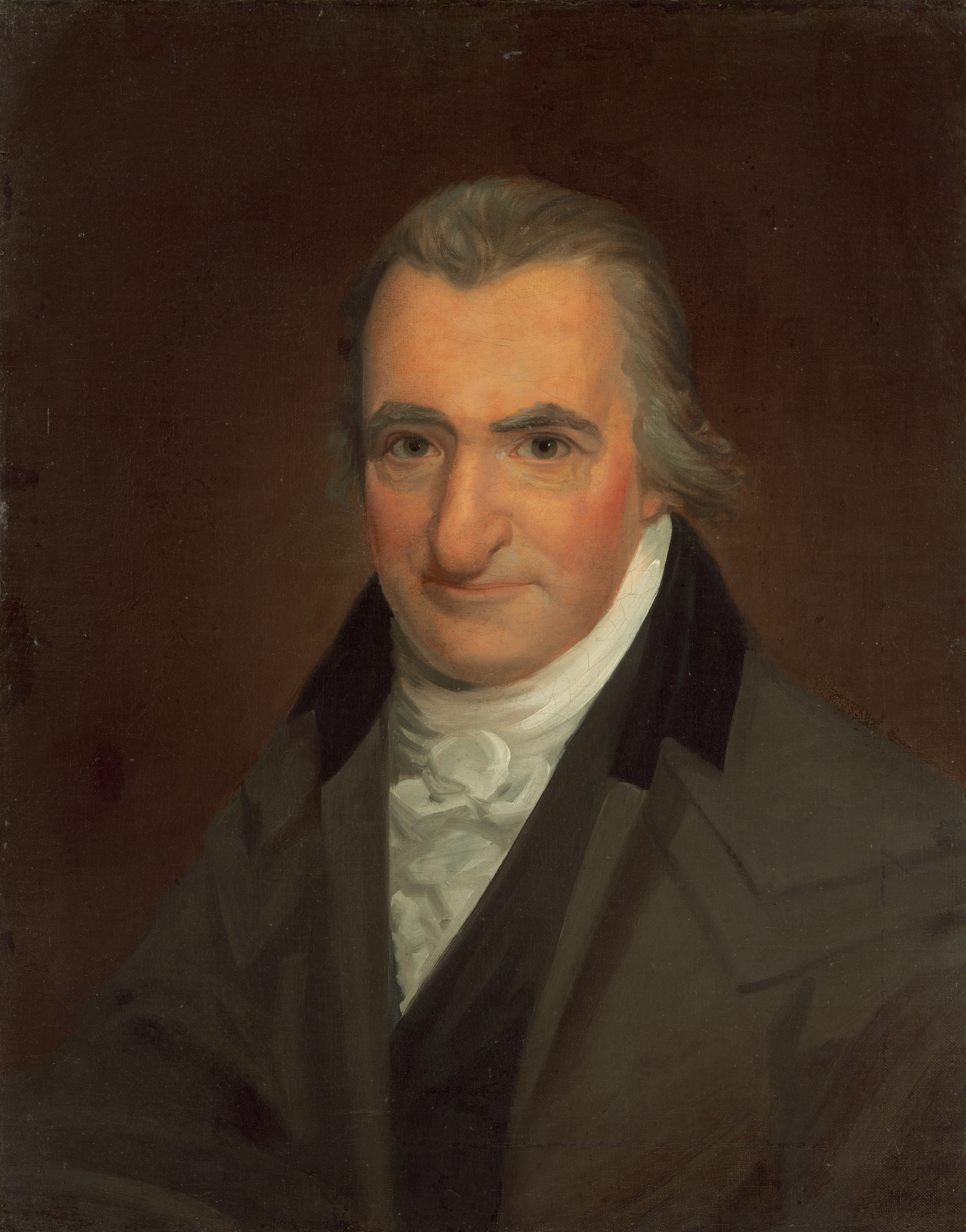
Thomas Paine (1737–1809)

- Paine, Thomas H. (1836–1903), US-amerikanischer Politiker
- Paine, Thomas O. (1921–1992), amerikanischer Wissenschaftler und der dritte Administrator der NASA (1969–1970)
- Paine, William W. (1817–1882), US-amerikanischer Politiker
- Painehesi, altägyptischer Goldschmied
- Painhart, René, österreichischer Basketballspieler
- Painlevé, Jean (1902–1989), französischer Dokumentarfilmer, Szenenbildner und Schauspieler
- Painlevé, Paul (1863–1933), französischer Mathematiker, Politiker und Premierminister
- Paino, Angelo (1870–1967), italienischer Geistlicher und Theologe, Erzbischof von Messina
- Painter, Baburao (1890–1954), indischer Filmregisseur und Bühnenmaler
- Painter, DeShawn (* 1990), US-amerikanischer Basketballspieler
- Painter, George D. (1914–2005), britischer Autor, Übersetzer und Inkunabelforscher
- Painter, Kevin (* 1967), englischer DartspielerKevin Painter (* 1967)

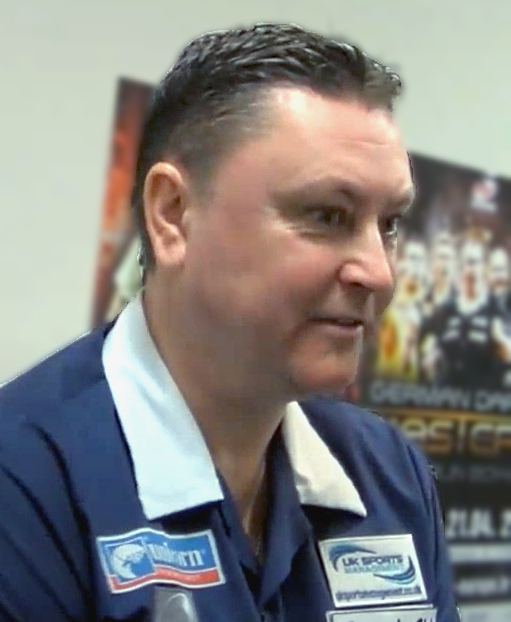
Kevin Painter (* 1967)

- Painter, Nell Irvin (* 1942), amerikanische Historikerin, Anthropologin und Hochschullehrerin
- Painter, Oskar (* 1972), kanadischer Physiker
- Painter, Theophilus Shickel (1889–1969), amerikanischer Genetiker
- Painter, William († 1594), englischer Schriftsteller in der Renaissance
- Painter, William (1838–1906), US-amerikanischer Erfinder
- Painter, William Rock (1863–1947), US-amerikanischer Politiker
- Paintin-Paul, Sandra (* 1963), australische und neuseeländische Biathletin
- Paintner, Johann (1926–2000), deutscher Landwirt und Politiker (FDP), MdB
- Paintner, Michael Anton (1753–1826), österreichischer Jesuit und später Großpropst von Raab und Titularbischof von Novi
- Paintner, Wera (* 1933), deutsche SchauspielerinWera Paintner (* 1933)

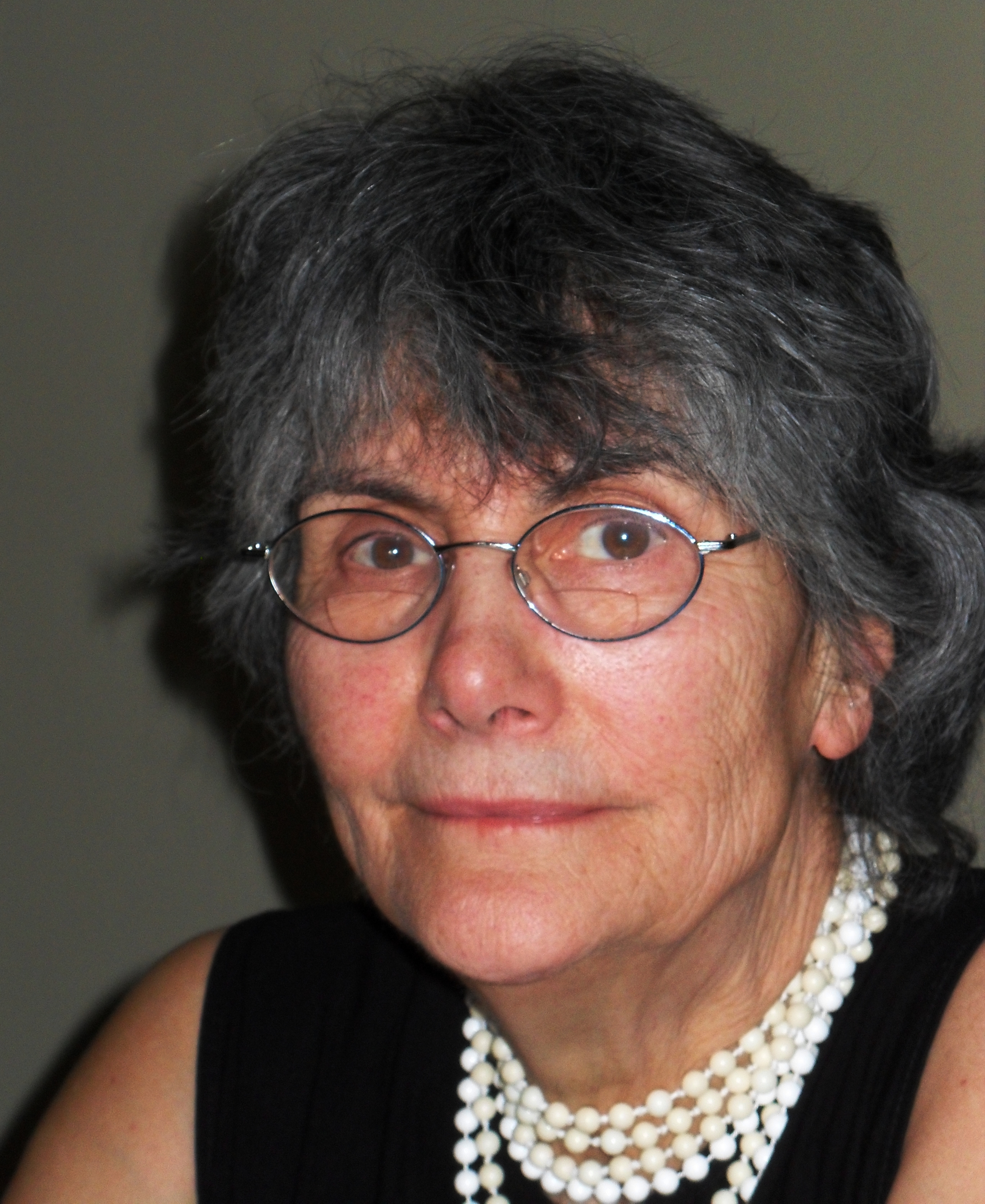
Wera Paintner (* 1933)

- Paintsil, John (* 1981), ghanaischer Fußballspieler
- Paintsil, Joseph (* 1998), ghanaischer Fußballspieler
- Paintsil, Seth (* 1996), ghanaischer Fußballspieler
- Painvin, Georges (1886–1980), französischer Geologe und Unternehmer

### Paio
- Paiola, Daniel (* 1989), brasilianischer Badmintonspieler
- Paionios, griechischer Bildhauer

### Paip
- Paipals, Jānis (* 1983), lettischer Skilangläufer

### Pair
- Paira-Mall, Lala (1873–1957), indischer Arzt
- Pairard, Jean (1911–1964), französischer Autorennfahrer
- Pairaud, Hugues de, französischer Templer
- Paire, Benoît (* 1989), französischer Tennisspieler
- Paire, Thomas (* 1985), französischer Tennisspieler
- Pairetto, Luca (* 1984), italienischer Fußballschiedsrichter
- Pairetto, Pierluigi (* 1952), italienischer Fußballschiedsrichter
- Pairman, Eleanor (1896–1973), US-amerikanische Mathematikerin und Hochschullehrerin
- Pairoj Borwonwatanadilok (* 1967), thailändischer Fußballspieler und -trainer
- Pairot Eiammak (* 1992), thailändischer Fußballspieler
- Pairote Sokam (* 1987), thailändischer Fußballspieler
- Pairoux, Norberto, argentinischer Fußballspieler

### Pais
- Pais, Abraham (1918–2000), niederländischer Physiker und Quantenfeldtheoretiker
- Pais, Álvaro, portugiesischer Hofbeamter
- Pais, Arie (1930–2022), niederländischer Politiker (PvdA, VVD), Minister und Hochschullehrer
- Pais, Bruno (* 1981), portugiesischer Triathlet
- Païs, Didier (* 1983), französischer Ringer
- Pais, Ettore (1856–1939), italienischer Althistoriker und Klassischer Archäologe
- País, Frank (1934–1957), kubanischer Revolutionär im Untergrund
- Pais, Gabriel, uruguayischer Politiker
- Pais, Gualdim (1118–1195), portugiesischer Kreuzritter und Ortsgründer
- Pais, João Pedro (* 1971), portugiesischer Sänger
- Pais, Josh (* 1958), US-amerikanischer Schauspieler und Schauspiellehrer
- Pais, Leonardo (* 1994), uruguayischer Fußballspieler
- Pais, Pedro (* 1956), uruguayischer Radsportler
- Pais, Peter (* 1962), ungarischer Radrennfahrer, nationaler Meister im Radsport
- Pais, Ronald (* 1946), uruguayischer Politiker
- Pais, Sidónio (1872–1918), portugiesischer Militär, Putschist und Staatspräsident
- Paischeff, Alexander (1894–1941), finnischer Maler
- Paischer, Edith (1929–2015), österreichische Politikerin (SPÖ), Mitglied des Bundesrates
- Paischer, Ludwig (* 1981), österreichischer Judoka
- Paish, George (1867–1957), britischer Wirtschaftswissenschaftler
- Paisible, Jacques, französischer Blockflötist und Komponist
- Paisiello, Giovanni (1740–1816), italienischer KomponistGiovanni Paisiello (1740–1816)

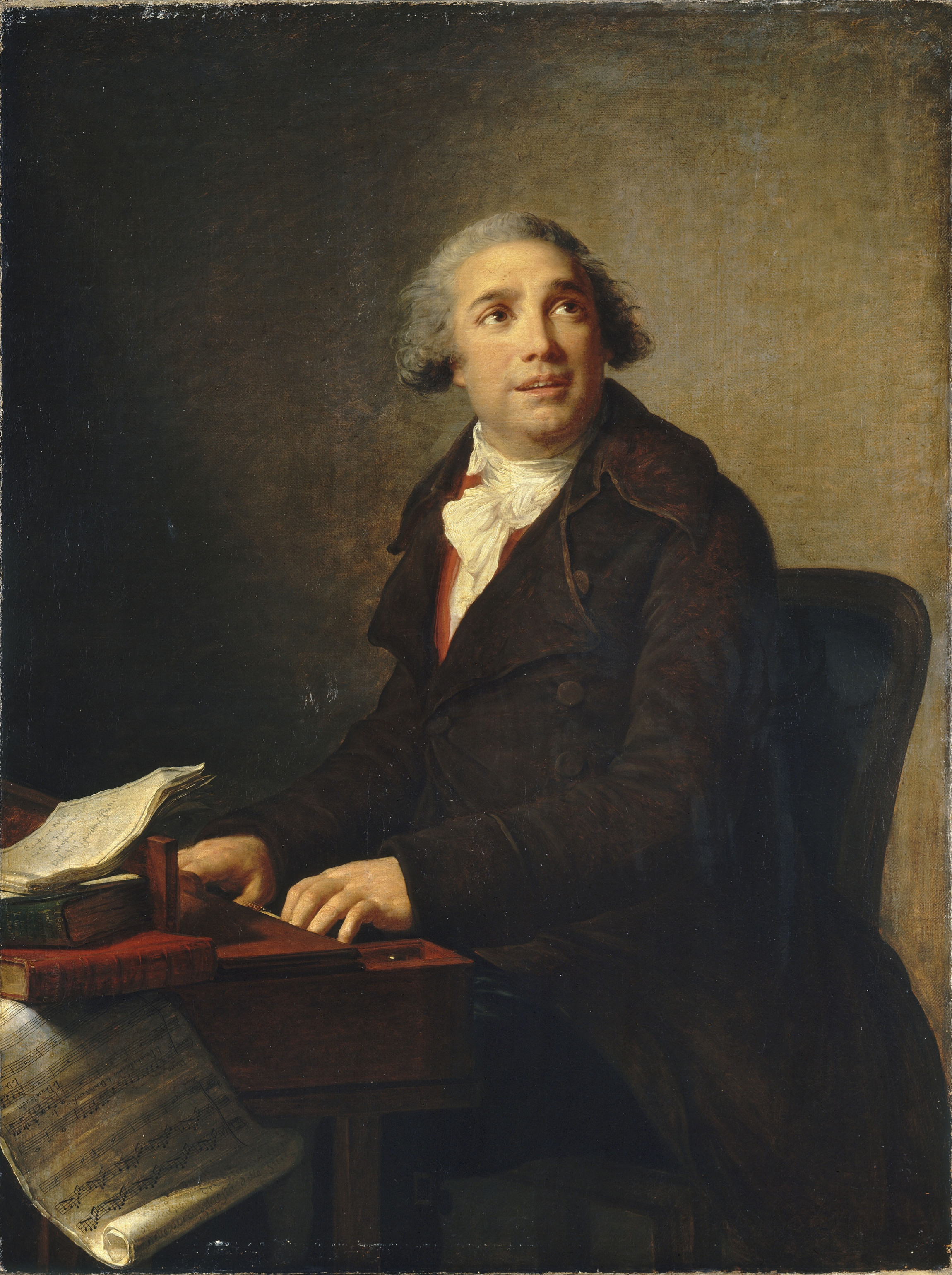
Giovanni Paisiello (1740–1816)

- Paisij von Plowdiw (1810–1872), bulgarischer Geistlicher, Metropolit von Plowdiw der bulgarisch-orthodoxen Kirche und des Ökumenisches Patriarchats von Konstantinopel
- Paisikovic, Dov (1924–1988), Überlebender des KZ Auschwitz-Birkenau
- Paisikovic, Isaak († 1945), Überlebender des KZ Auschwitz-Birkenau
- Paisios vom Berg Athos (1924–1994), griechisch-orthodoxer Rhomäer, Mönch und HeiligerPaisios vom Berg Athos (1924–1994)

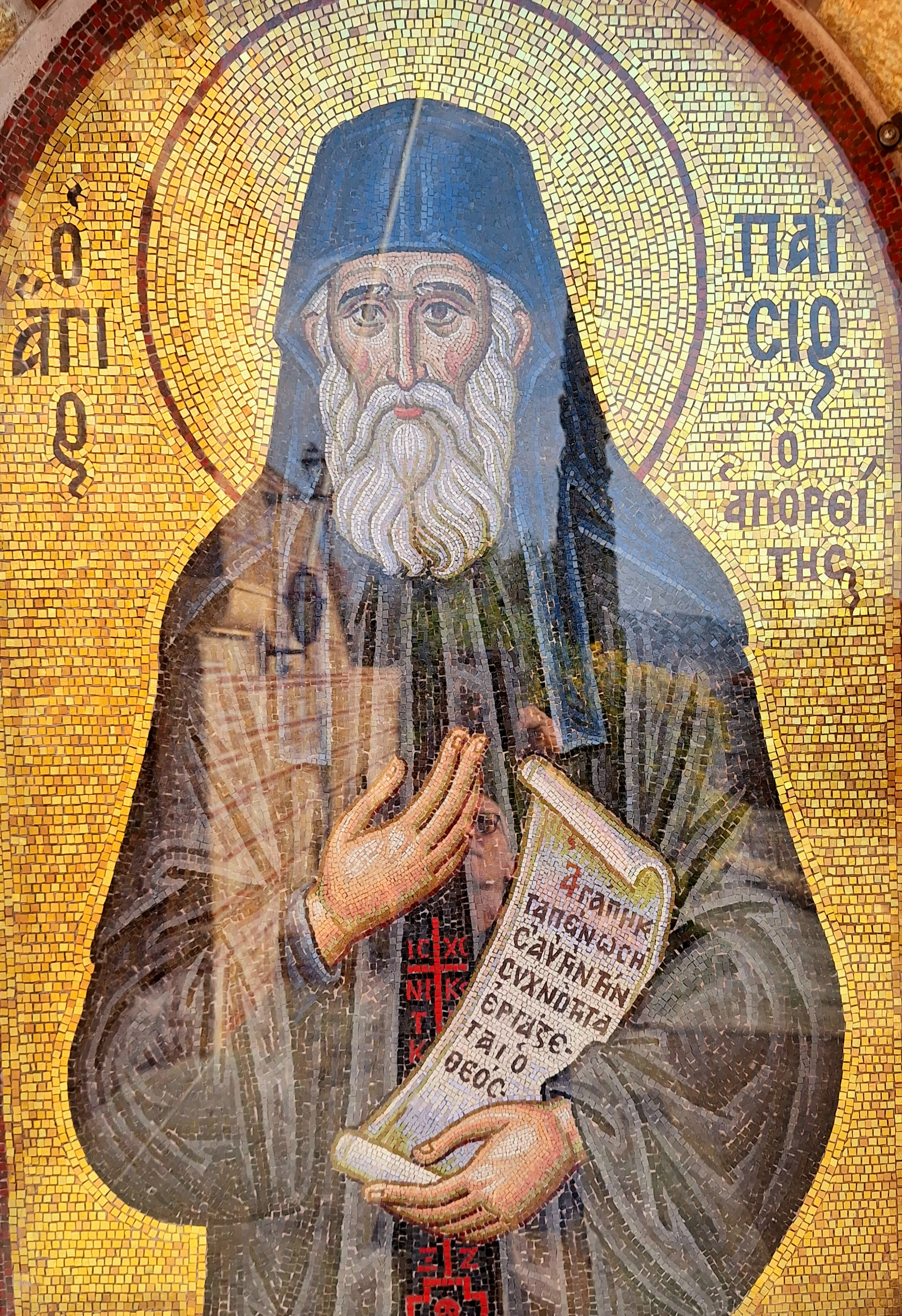
Paisios vom Berg Athos (1924–1994)

- Paisjärv, Signe (1940–2016), estnische Tischtennisspielerin
- Paisley, Bob (1919–1996), englischer Fußballspieler und -trainer
- Paisley, Brad (* 1972), US-amerikanischer Country-Sänger und Gitarrist
- Paisley, Eileen (* 1931), britische Politikerin (DUP) und Life Peeress
- Paisley, Ian (1926–2014), nordirischer presbyterianischer Pfarrer und Politiker, MdEP
- Païssi von Hilandar (1722–1773), bulgarischer Mönch und Geschichtsschreiber, Erzabt
- Paissiewa, Elisabet (* 1986), bulgarische Sportgymnastin

### Pait
- Païta, Carlos (1932–2015), argentinischer Dirigent
- Paitoon Nontadee (* 1987), thailändischer Fußballspieler
- Paitschadse, Boris (1915–1990), georgischer Fußballspieler

### Paiv
- Paiva Cruz, Abigail de (1883–1944), portugiesische Malerin, Bildhauerin, Spitzenklöpplerin und Frauenrechtlerin
- Paiva Gomes, José de (1876–1933), portugiesischer Offizier und Kolonialverwalter
- Paiva, Alcides (1894–1959), brasilianischer Wasserballspieler
- Paiva, Antônio Carlos (* 1968), brasilianischer römisch-katholischer Geistlicher, Koadjutorbischof von Oliveira
- Paiva, Artur de (1856–1900), portugiesischer Militär in Angola
- Paiva, Carlos (* 1940), argentinischer Tangosänger und Schauspieler
- Paiva, Christian (* 1995), uruguayischer Fußballspieler
- Paiva, Félix (1877–1965), paraguayischer Hochschullehrer, Richter und Politiker
- Paiva, Fernando Maio de (* 1962), portugiesischer römisch-katholischer Geistlicher, Bischof von Beja
- Paiva, Heliodoro de († 1552), portugiesischer Komponist, Philosoph und Theologe
- Paiva, João (* 1983), portugiesischer Fußballspieler
- Paiva, John (* 1943), US-amerikanischer Musiker
- Paiva, Jorge de (1887–1937), portugiesischer Fechter
- Paiva, Leandro (* 1994), uruguayischer Fußballspieler
- Paiva, Marcelo Rubens (* 1959), brasilianischer Schriftsteller, Dramatiker, Journalist und DrehbuchautorMarcelo Rubens Paiva (* 1959)

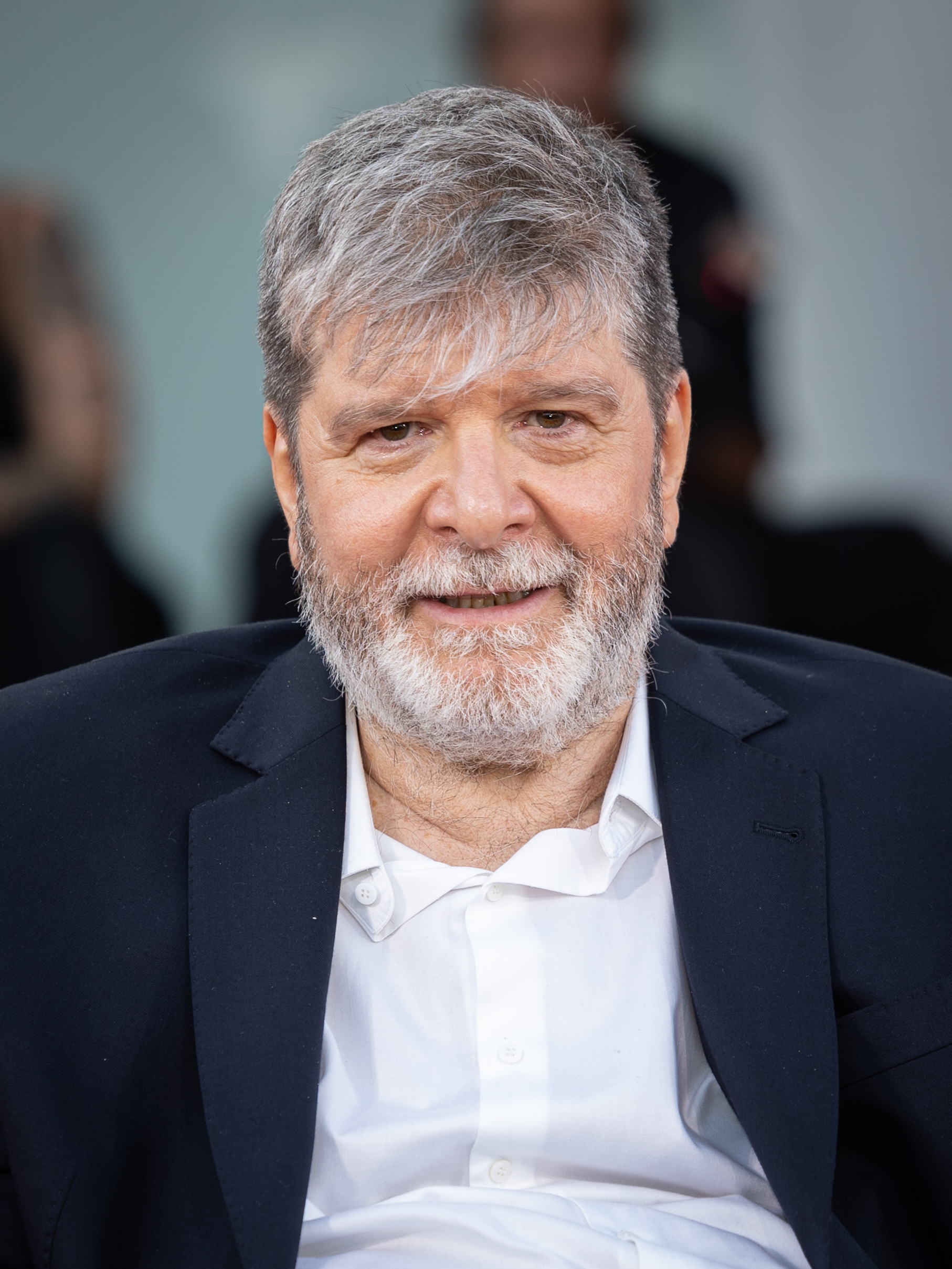
Marcelo Rubens Paiva (* 1959)

- Paiva, Mário Sérgio Pontes de (1950–2016), brasilianischer Fußballspieler
- Paiva, Nestor (1905–1966), US-amerikanischer Schauspieler
- Paiva, Osires de (* 1952), brasilianischer Fußballspieler
- Paiva, Rudi, uruguayischer Politiker
- Paiva, Santiago (* 1999), uruguayischer Fußballspieler
- Päivärinta, Pekka (* 1949), finnischer Leichtathlet
- Päivärinta, Pekka (* 1971), finnischer Motorrad-Rennfahrer
- Päivinen, Pepa (* 1955), finnischer Jazzmusiker

### Paix
- Paix, Jacob (1556–1623), deutscher Organist, Orgelbauer, Kapellmeister, Komponist und Herausgeber
- Paixão da Costa, Jorge (* 1954), portugiesischer Filmregisseur
- Paixão Neto, Gregório (* 1964), brasilianischer Ordensgeistlicher, römisch-katholischer Erzbischof von Fortaleza
- Paixão, Alexandre (* 1986), portugiesischer Badmintonspieler
- Paixão, Filomeno (* 1953), osttimoresischer Freiheitskämpfer und Offizier der Verteidigungskräfte
- Paixão, Igor (* 2000), brasilianischer Fußballspieler
- Paixão, Marco (* 1984), portugiesischer Fußballspieler
- Paixhans, Henri Joseph (1783–1854), französischer General und Ingenieur

### Paiz
- Paiz, Caraciolo, uruguayischer Politiker